# GyaO STREAM
GyaO STREAM（ギャオストリーム）は、USENグループが2005年4月から始めたパソコンで見ることが出来る動画配信サービスGyaOのインフラを利用し、2008年4月から提供開始した法人向け動画配信サービス。インターネット上でのライブ配信やオンデマンド配信等の動画配信サービスをGyaOの大規模なインフラを利用し活用できる。2009年6月よりサービス名称を変更し、02 STREAMとしてサービス展開している。

## 概要
動画配信自体を自社事業として運営しているUSENが、そのネットワークと運用ノウハウを活かし、GyaOで利用しているインフラを企業向けに2008年4月より提供を開始した。
登録視聴者数2000万人を超えている上に、収益は企業広告である以上、GyaOは高い品質を求められている。同システムを用いることにより、安定した環境を企業向けに提供している。